# Kostyantyn Rybaruk
Kostyantyn Rybaruk, né le 30 juin 1994, est un coureur cycliste ukrainien.

## Biographie
En septembre 2017, il représente l'Ukraine lors des championnats du monde de Bergen.

## Palmarès et résultats

### Palmarès par année
- 2016
  - 2e du championnat d'Ukraine du contre-la-montre espoirs

### Classements mondiaux
| Année           | 2016   | 2017 | 2018 | 2019   |
| --------------- | ------ | ---- | ---- | ------ |
| UCI Europe Tour | 1 318e |      |      | 1 666e |